# Makifélék
A makifélék (Lemuridae) az emlősök (Mammalia) osztályában a főemlősök (Primates) rendjének egyik családja.
Madagaszkáron és néhány környező szigeten élnek; elsősorban a fákon. Főként nappal aktívak. Pofájuk megnyúlt, fülük rövid, a farkuk hosszú. Fogazatuk 36 fogból áll. Alsó fogsoruk metsző- és szemfogai ún. fogfésűvé alakultak; ezzel ápolják szőrzetüket. Hátsó lábuk második ujján köröm helyett karom nő; ezt ugyancsak testápolásra használják. A család négy nemzetségét tíz fajra tagolják; ezek némelyike gyakori lakója az állatkerteknek.

## Rendszertani felosztásuk
Nemek és fajok:
- Lemur (Linnaeus, 1758) –  1 faj
  - gyűrűsfarkú maki vagy katta (Lemur catta)

- Eulemur (Simons & Rumpler, 1988) – 12 faj
  - koronás maki (Eulemur coronatus)
  - barnamaki (Eulemur fulvus)
  - Sanford-barnamaki (Eulemur sanfordi)
  - fehérhomlokú maki (Eulemur albifrons)
  - sárgaszakállú maki vagy galléros maki (Eulemur collaris)
  - szürkefejű maki (Eulemur cinereiceps) vagy (Eulemur albocollaris)
  - szerecsenmaki (Eulemur macaco)
  - kékszemű szerecsenmaki vagy Sclater-maki (Eulemur flavifrons)
  - hamvas maki (Eulemur mongoz)
  - vöröshasú maki (Eulemur rubriventer)
  - vöröshomlokú maki (Eulemur rufifrons)
  - vörös maki (Eulemur rufus)

- Varecia (Gray, 1863) – 2 faj
  - fekete-fehér vari (Varecia variegata)
  - vörös vari (Varecia rubra)

- Hapalemur (I. Geoffroy Saint-Hilaire, 1851) –  5 faj
  - arany bambuszmaki (Hapalemur aureus)
  - szürke bambuszmaki (Hapalemur griseus)
  - Alaotra-tavi bambuszmaki (Hapalemur alaotrensis)
  - déli bambuszmaki (Hapalemur meridionalis)
  - sambiranói bambuszmaki (Hapalemur occidentalis)

- Prolemur (Gray, 1871) – 1 faj
  - óriás bambuszmaki (Prolemur simus) , régebbi besorolások szerint Hapalemur simus

## Képek

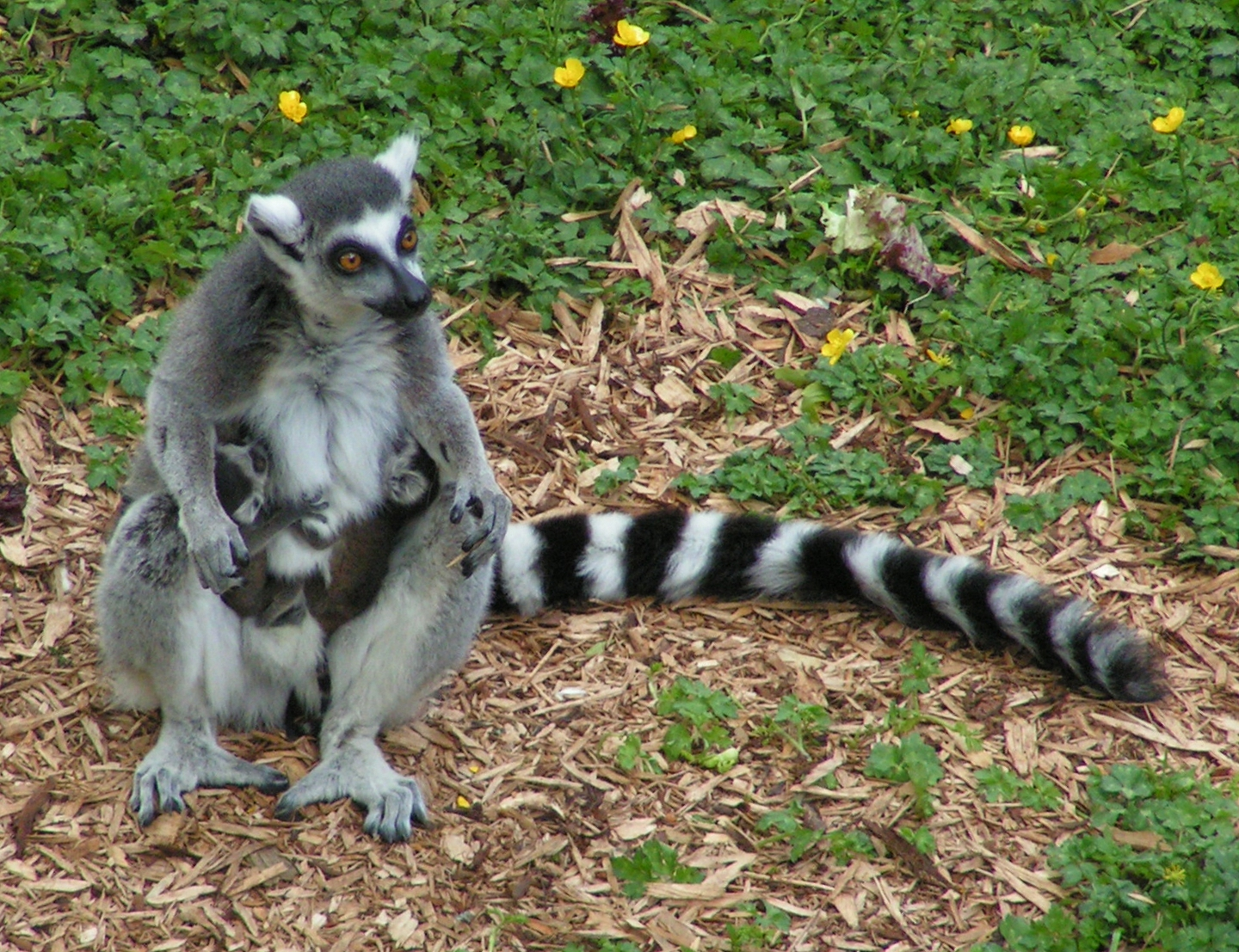
Gyűrűsfarkú maki nőstény és ikerkölykei  (Lemur catta)
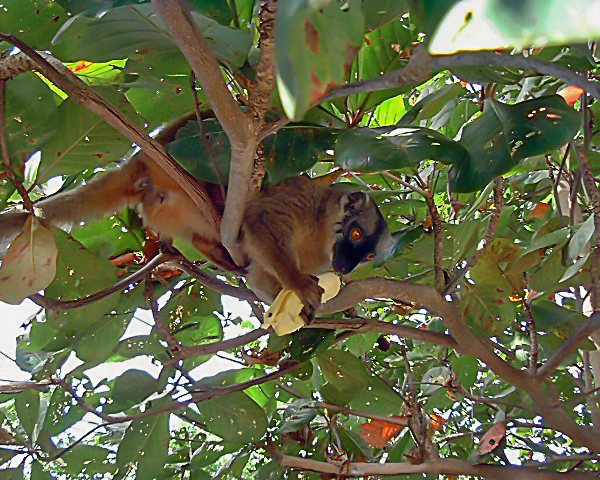
Mayotte-maki (Eulemur fulvus mayottensis)
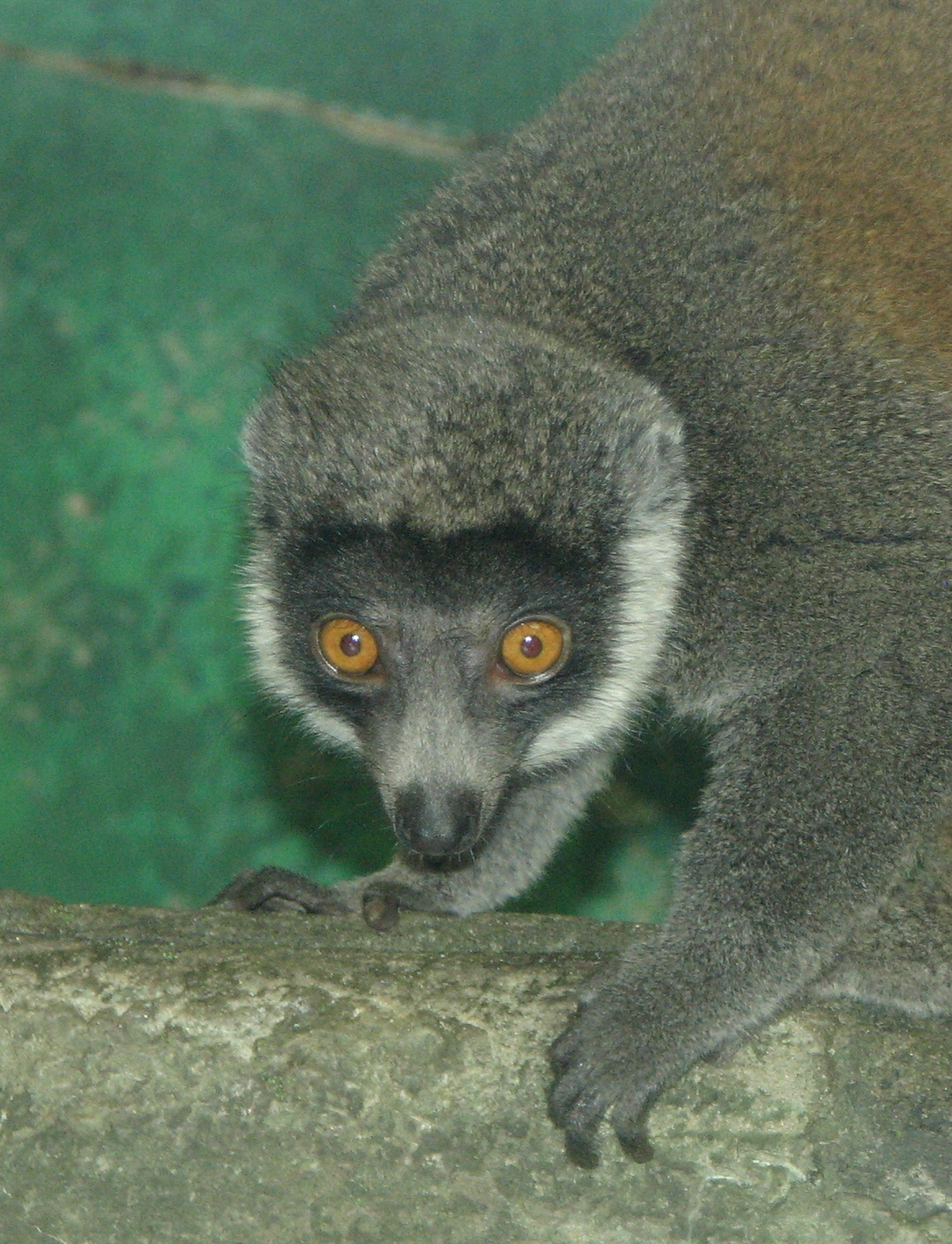
Hamvas maki (Eulemur mongoz)
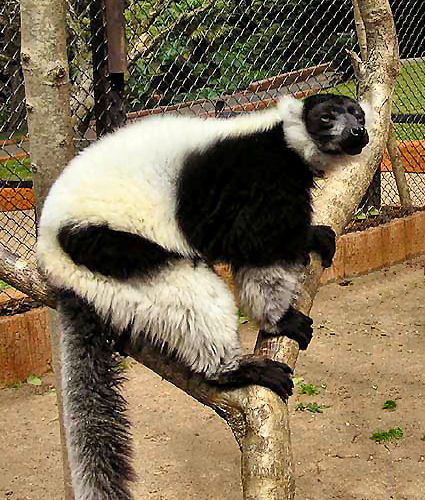
Fekete-fehér Madagaszkári vari (Varecia variegata)
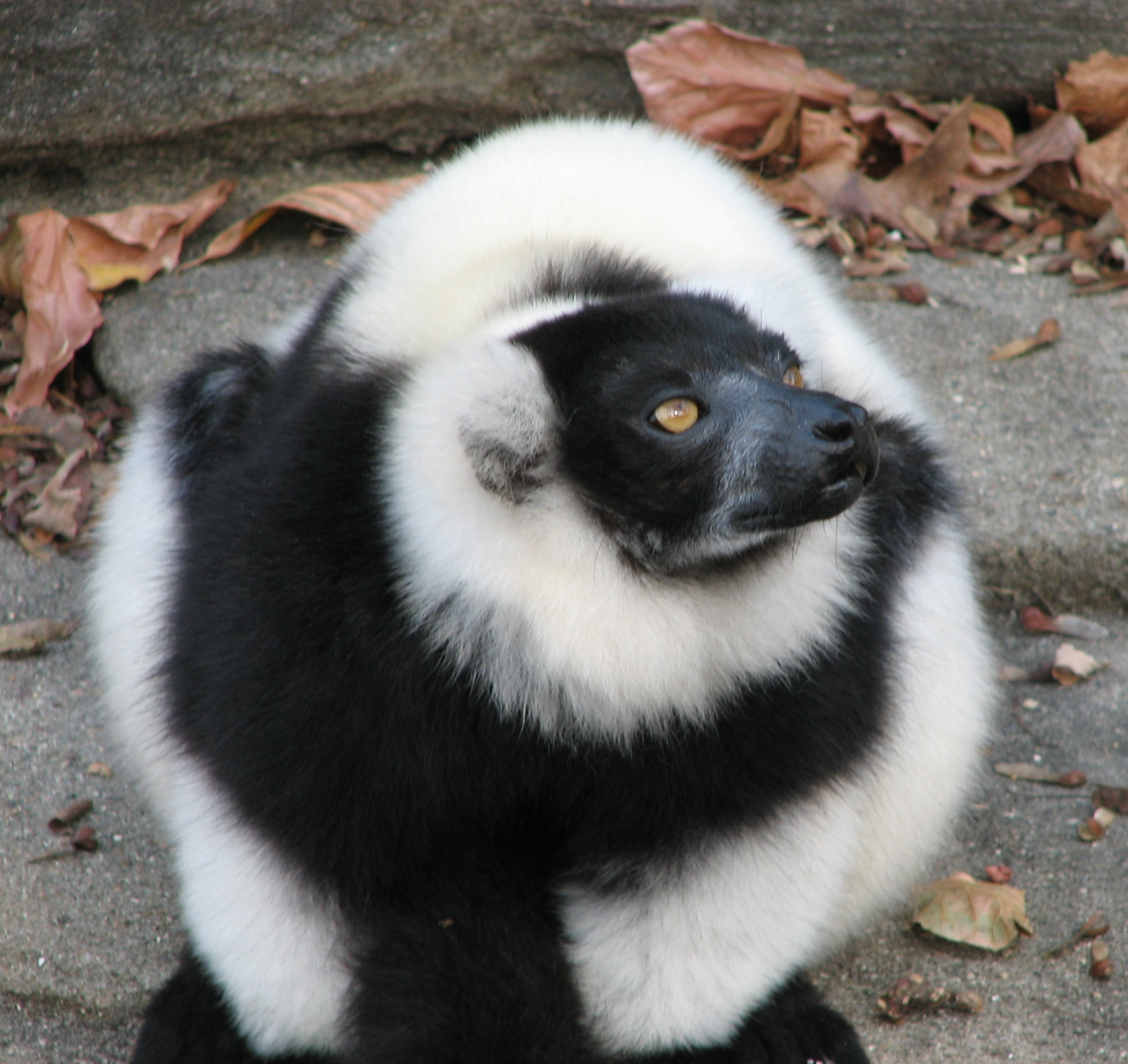
Fekete-fehér Madagaszkári vari (Varecia variegata)
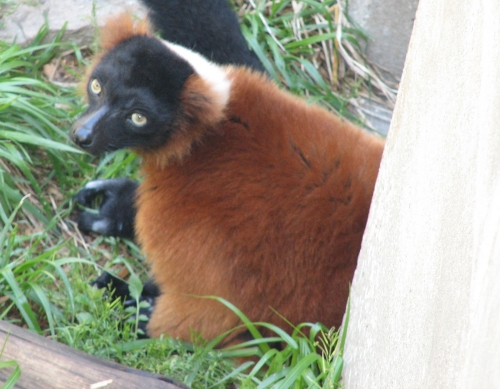
Vörös Madagaszkári vari (Varecia variegata)
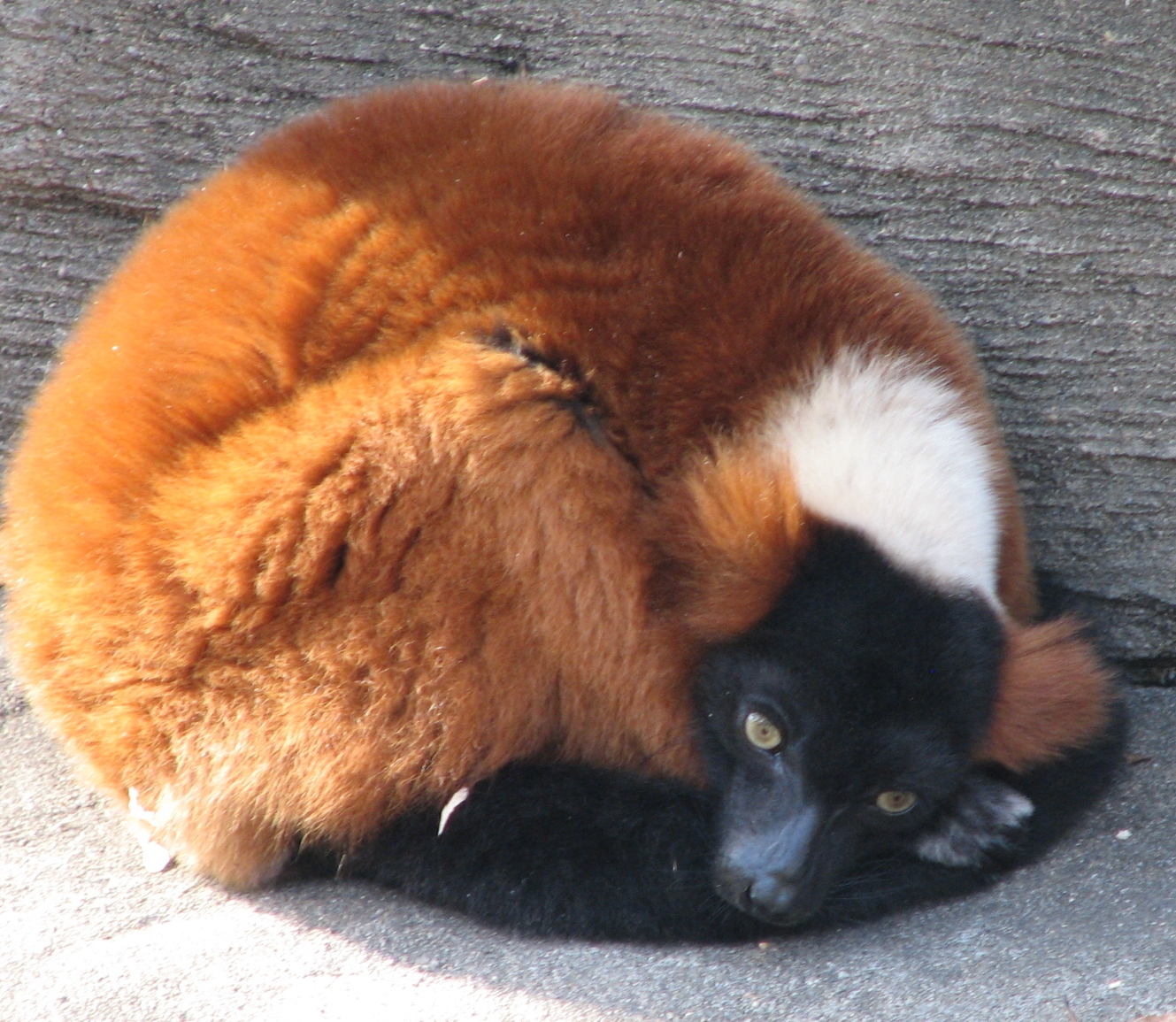
Vörös Madagaszkári vari (Varecia variegata)